# 김준원 (배우)
김준원(1976년 9월 15일 ~ )은 대한민국의 배우이다.

## 학력
- 한국예술종합학교 연극원 연기과 학사
- 인천 용정국민학교 89년 2월 졸업

## 출연작

### 영화
- 《제인의 썸머》 (2020년) - 규식 역
- 《기도하는 남자》 (2020년) - 동현 역
- 《증인》 (2019년) - 로펌 직원 1 역
- 《영우》 (2016년) - 상철 역
- 《코인라커》 (2015년) - 혁중 역
- 《러브씬》 (2013년)
- 《키스》 (2012년) - 선배 역
- 《카운트다운》 (2011년) - 민준 아빠 역
- 《춤추는 동물원》 (2010년) - 기석 역
- 《라라에게》 (2010년)
- 《닿을 수 없는 곳》 (2008년) - 병무청 직원 역
- 《마린 보이》 (2009년) - 형사 2 역
- 《라듸오 데이즈》 (2008년) - 영화감독 역
- 《기다리다 미쳐》 (2008년) - 우성 역
- 《식객》 (2007년) - 등급 판정가 역
- 《쪼다 멜로》 (2006년) - 웬남자 역
- 《아버지 어금니 꽉 깨무세요》 (2006년) - 무배 친구 준원 역
- 《잔혹한 출근》 (2006년) - 스폰지 직원 2 역
- 《토끼와 곰》 (2005년)
- 《후》 (2005년)
- 《혈의 누》 (2005년) - 주민 5 역
- 《말아톤》 (2005년) - 교통 순경 역
- 《누가 나를 찾아오는가》 (2004년) - 욱현 역
- 《내 남자의 로맨스》 (2004년) - 남 사원 3 역
- 《4월의 향기》 (2003년) - 아들 역
- 《비설》 (1995년) - 어린 현우 역

### 드라마
- 《연인》 (2023년, MBC) - 홍타이지 역
- 《일타 스캔들》 (2023년, tvN) - 이승원 역
- 《소년심판》 (2022년, 넷플릭스) - 강선아의 아버지 역
- 《오케이 광자매》 (2021년, KBS2) - 오탱자의 빚쟁이 부부 역
- 《철인왕후》 (2020년, tvN) - 부승민 역
- 《유별나! 문셰프》 (2020년, 채널A) - 정광수 역
- 《드라마 스테이지 - 모두 그 곳에 있다》 - 도성준 역
- 《바벨》 (2019년, TV조선) - 오계장 역
- 《내사랑 치유기》 (2018년, MBC) - 장미향 남편 역 (특별출연)
- 《여우각시별》 (2018년, SBS) - 모정훈 역
- 《라이프》 (2018년, JTBC)
- 《나의 아저씨》 (2018년, tvN) - 감사실장 역
- 《추리의 여왕 2》 (2018년, KBS2) - 원재의 아버지 역
- 《도둑놈, 도둑님》 (2017년, MBC) - 최강규 역
- 《다시, 첫사랑》 (2017년, KBS2)
- 《그 여자의 바다》 (2017년, KBS2)
- 《김과장》 (2017년, KBS2) - 권인호 팀장 역
- 《낭만닥터 김사부》 (2016년, SBS) - 최 감사 역
- 《안투라지》 (2016년, tvN)
- 《다시 시작해》 (2016년, MBC)
- 《굿 와이프》 (2016년, tvN) - 장재호 역
- 《싸우자 귀신아》 (2016년, tvN) - 형사 역